# Christophe Léonard (basket-ball)
Pour les articles homonymes, voir Christophe Léonard et Léonard.
Christophe Léonard, né le 3 janvier 1990 à Schœlcher en Martinique, est un joueur de basket-ball professionnel français. Il mesure 1,99 m et évolue au poste d'ailier.

## Biographie

### Équipe nationale
Christophe Léonard est considéré comme un joueur cadre des équipes de France de jeunes en ayant participé à quatre Championnats d'Europe et un Championnat du Monde.

### En club
Lors de la saison 2009-2010, Christophe Léonard a joué un rôle majeur au sein de l'équipe Espoirs de Cholet Basket tout en jouant quelques minutes avec l'équipe professionnelle.
En juillet 2011, il prolonge son contrat avec le Cholet Basket. Le 28 juillet 2011, il signe un contrat avec le club du STB Le Havre (Pro A) pour obtenir plus de temps de jeu. Durant la saison 2011-2012, il se blesse à l'épaule.
En juillet 2012, il s'engage avec le Hyères Toulon Var Basket. Début septembre 2012, il se blesse à la cheville et doit être éloigné des parquets et le HTV engage, le 11 octobre 2012, Aurélien Salmon en tant que pigiste de Léonard. Sa blessure persiste et son arrêt, initialement prévu jusqu'à la mi-novembre, est repoussé au 28 décembre 2012. Finalement, il ne dispute aucun match durant la saison 2012-2013.
Durant l'été 2013, malgré une saison blanche, il est prolongé par le HTV. Le 27 décembre 2013, il se blesse au genou et revient à la compétition le 21 mars 2014. Mais, après ce match, il met un terme à sa saison où il a disputé 22 rencontres avec le HTV.
Le 17 juin 2015, il signe à Bourg-en-Bresse. Il remporte la Leaders Cup de Pro B avec ce club en étant MVP de la finale.
Le 27 juin 2016, il s'engage pour deux ans au Poitiers Basket 86 
Après trois saisons sans compétition et une reconversion en tant qu'entraîneur, il s'engage pour une saison avec l'Alerte Juvisy en NM2 au mois d'août 2020.

## Clubs successifs
- 2004-2008 :  Centre fédéral
- 2008-2009 :  Cholet Basket (Centre de Formation)
- 2009-2011 :  Cholet Basket (Pro A)
- 2011-2012 :  STB Le Havre (Pro A)
- 2012-2014 :  Hyères Toulon Var Basket (Pro B)
- 2015-2016 :   JL Bourg-en-Bresse (Pro B)
- 2016-2017 :  Poitiers Basket 86 (Pro B)
- Depuis 2020 :  Alerte Juvisy Basket Essonne (NM2)

## Palmarès

### En club
- Vainqueur de la Leaders Cup de Pro B avec la JL Bourg Basket en 2016.
- Champion de France de Pro A avec Cholet Basket en 2010.
- Champion de France Espoirs en 2010. Élu dans le cinq majeur du championnat.
- Finaliste de l'EuroChallenge en 2009.

### Sélection nationale
- Médaillé d'or aux Championnats d'Europe 2010 avec l'équipe de France Espoirs à Crikvenica, Makarska et Zadar (Croatie).
- Meilleur marqueur de l'Equipe de France lors du Championnat du Monde 2009 avec l'équipe de France Juniors (8e) à Auckland (Nouvelle-Zélande).
- Médaillé d'argent aux Championnats d'Europe 2005 avec l'équipe de France Cadets à Metz (France).

### Distinctions personnelles
- MVP de la finale de la Leaders Cup de Pro B en 2016.